# اوگ روبل
اوگ روبل (به فرانسوی: Georges Grassal de Choffat, dit Hugues Rebell) نویسنده قرن نوزدهم میلادی اهل فرانسه است.